# Les Deux Timides
Les Deux Timides is een Franse filmkomedie uit 1928 onder regie van René Clair.
Het was de laatste stomme film van René Clair. De film werd geprezen om zijn pracht maar was financieel een grote mislukking omdat het publiek in groten getale naar de geluidsfilm stroomde.

## Verhaal
Garadoux heeft zijn vrouw mishandeld. Omdat zijn advocaat Frémissin nogal verlegen is, verloopt zijn verdediging niet goed en belandt hij in de cel. Twee jaar later wordt Frémissin verliefd op de knappe Cécile. Garadoux is intussen weer vrij. Hij heeft uitgerekend aan de vader van Cécile gevraagd of hij met zijn dochter mag trouwen.

## Rolverdeling
| Acteur             | Personage         |
| ------------------ | ----------------- |
| Pierre Batcheff    | Frémissin         |
| Jim Gérald         | Garadoux          |
| Véra Flory         | Cécile Thibaudier |
| Maurice de Féraudy | Thibaudier        |
| Françoise Rosay    | Tante             |
| Madeleine Guitty   | Meid              |
| Yvette Andréyor    | Mevrouw Garadoux  |